# جميمة ظهيان (قفل شمر)

تعديل مصدري - تعديل

جميمة ظهيان هي إحدى قرى عزلة بني جل بمديرية قفل شمر التابعة لمحافظة حجة، بلغ تعداد سكانها 408 نسمة حسب تعداد اليمن لعام 2004.